# Zerakhia Halevi Gerondi
 (octobre 2009).
Pour les articles homonymes, voir Gerondi.
Le Rav Zerakhia ben Itzhak HaLevi Gerondi (en hébreu זרחיה הלוי), connu sous l’acronyme de RaZaH, RaZBI ou le titre de Baal Ha-Maor, du nom de son écrit le plus connu, naquit vers 1125 à Gérone, en Espagne – d’où son surnom Gerondi – et mourut vers 1186 à Lunel. Il fut un grand rabbin, commentateur biblique et talmudique, et poète, également connu pour ses connaissances dans les domaines de l'astronomie, la philosophie ainsi qu'en littérature.
Bien qu'ayant passé le meilleur de sa vie en Provence, il est appelé Gerondi afin de le différencier de Zerakhia ben Itzhak HaLevi Saladin.

## Biographie
Zerakhia est né dans la famille Izhari de Gérone, composé de rabbins et érudits respectés : son père est Isaac Ha-Levi, un érudit talmudique de Provence, et le fils de Zerachiah Ha-Levi, son homonyme. L'aîné Zérachia est le fils de Shem Tov Ha-Levi, l'un des plus grands érudits talmudiques de Provence, qui prétendait descendre directement du prophète Samuel, qui selon la tradition juive, était un descendant direct de Yitzhar (d'où le nom de famille « Ha- Yitzhari »), fils de Kehath, fils de Lévi, fils de Jacob.
Il se dirigea assez jeune vers la communauté de Provence où ses parents avaient emménagé, où il étudia dans le cercle des érudits de Narbonne (aux côtés du fameux Rav Moshe ben Yossef). On connaît de cette époque un Piyyout rédigé en araméen, alors qu’il avait 19 ans, et ses études sur d’épineux problèmes halakhiques.
Il y resta de nombreuses années, aux côtés du Rav Meshulam ben Yaakov, mais les conflits et luttes intestines qui agitaient perpétuellement la communauté le poussèrent à la quitter. Il y fut regretté.
Juda ibn Tibbon, qui envoya son fils Samuel ibn Tibbon étudier auprès de lui, disait de lui qu’il était « unique en sa génération, et plus sage que moi ». Il fit également forces éloges de son style d’écriture, ce qui encore plus remarquable lorsqu’on sait qu’elles émanent d’un des plus grands traducteurs que connut le judaïsme.

## Œuvres
Connaissant bien l’arabe, ayant assimilé toutes les disciplines enseignées en Provence, Zerakhia Gerondi manifestait pourtant une forte méfiance vis-à-vis d’elles, qui transparaît dans ses écrits. Le plus célèbre d’entre eux est le Sefer HaMaor, rédigé dans les années 1180, qui lui valut sa réputation d’érudit et de légaliste confirmé.

Ce livre se divise en deux parties : HaMaor HaGadol, dans lequel il discute des lois afférant aux traités talmudiques Brakhot, Mo'ed et Houllin, et HaMaor HaKatan, où il aborde les questions ayant trait aux traités Nashim et Nezikin.

Il se livre à une critique en règle des opinions d’Isaac Alfasi, tout en conservant son admiration pour le maître et ses œuvres. Cette apparente contradiction se résout lorsqu’on sait que ce livre appartient à la littérature des hassaguot ("objections") où l’on ne critique pas tant les maîtres provenant de l’Eretz Islam que leurs tentatives de faire passer leurs opinions et commentaires propres pour l’opinion de référence à retenir et appliquer.

Le Rav Abraham ben David de Posquières, ami et rival du Baal haMaor, s'était déjà illustré dans cet exercice, en produisant une critique fameuse du non moins célèbre Mishné Torah lehaRaMBaM

### Zerakhia Gerondi et le RaBaD
Zerakhia préférait dans bien des cas les commentaires de Rachi, et se fiait, en grande partie tout au moins, sur les érudits de France pour comprendre la Guemara. Ce mélange d’influence de halakha et de drasha, d’opinions françaises et espagnoles, n’était du reste pas rare en Provence.

Ces deux figures du judaïsme provençal entamèrent une controverse déclarée après que Zerakhia Gerondi ait rédigé le Sefer HaTsava, dans lequel, outre l’explication des 13 principes d’exégèse utilisés dans le Talmud, il fournissait de nombreuses halakhot dans divers domaines (abattage rituel, purification de la famille, …). 
Le Rabad III écrivit des objections sur HaMaor de Zerakhia qui répondit en conséquence, et critiqua le Baalei Ha-Nefesh du Rabad, sur un ton parfois fort personnel. Il obtint gain de cause sur la majorité des points.
Leur rivalité s’arrêta avec la mort de Zerakhia, et Abraham ben David ne le critiqua plus que sur des points mineurs, et encore avec plus de respect et de considération que sur les points où il l’encensait.

## Influence
Le HaMaor marqua profondément les générations ultérieures, et beaucoup écrivirent des réponses en sa défense, y compris Nahmanide qui en avait pourtant été un éminent critique.

Quant aux piyyutim de Zerakhia Gerondi, beaucoup ont été inclus dans la liturgie sépharade.